# 群馬県道63号水上片品線
群馬県道63号水上片品線（ぐんまけんどう 63ごう みなかみかたしなせん）は、群馬県利根郡みなかみ町大穴から片品村戸倉を結ぶ県道（主要地方道）である。

## 概要

### 路線データ
- 起点：群馬県利根郡みなかみ町大穴274番の3地先（国道291号交点：大穴交差点）[1]
- 終点：群馬県利根郡片品村大字戸倉字十二ノ森765番の1地先（国道401号交点）[1]
- 延長：49.988 km[1]

## 歴史
- 1959年（昭和34年）9月18日：群馬県より現・道路法に基づき、前身路線にあたる県道湯ノ小屋水上停車場線（利根郡水上町 - 水上停車場線、整理番号2）が路線廃止される[2]。
- 1983年（昭和58年）1月17日：群馬県より、県道水上片品線（利根郡水上町 - 同郡片品村、整理番号60）が路線認定される[3]。
  - 同日、前身にあたる県道戸倉大穴線（利根郡片品村大字戸倉 - 水上町大字大穴、整理番号207）が廃止される[4]。
- 1993年（平成5年）5月11日：建設省から、県道水上片品線が水上片品線として主要地方道に指定される[5]。

## 路線状況

### 別名
- 奥利根ゆけむり街道

### 道路施設

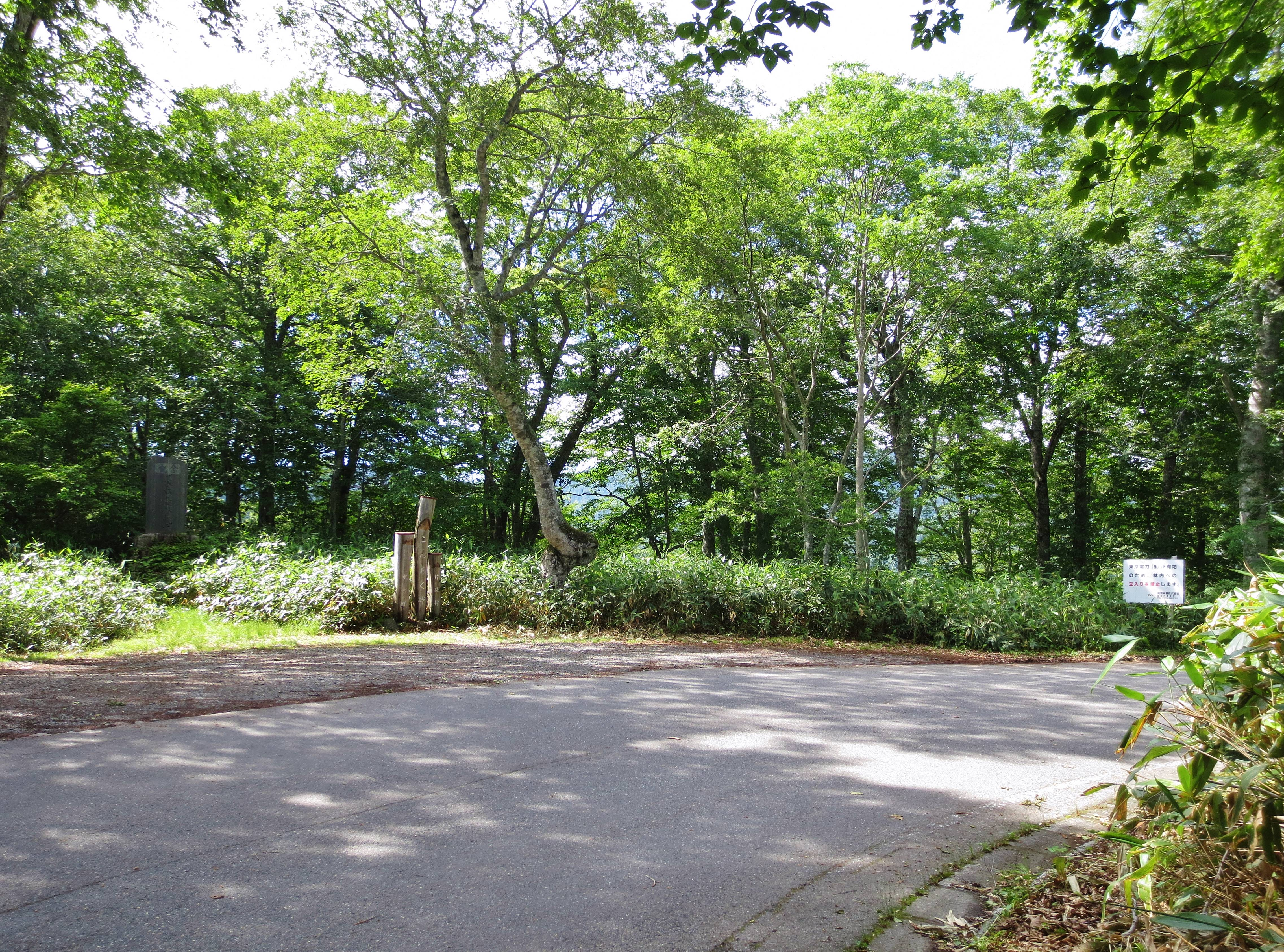
坤六峠

- 新立岩トンネル（みなかみ町藤原）

## 地理

### 通過する自治体
- 利根郡
  - みなかみ町
  - 片品村

### 交差する道路
- 国道291号（みなかみ町大穴、起点）

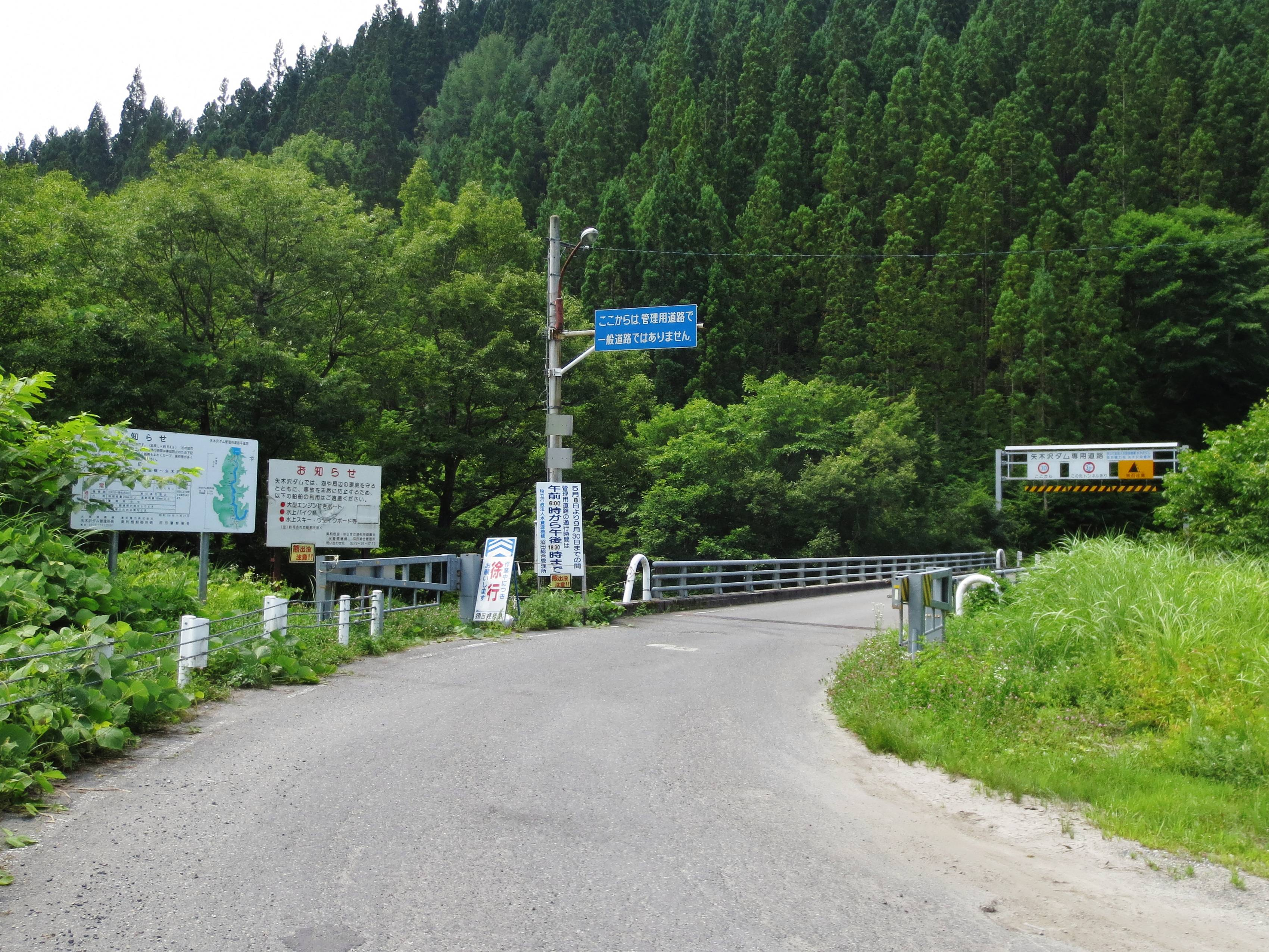
矢木沢ダム管理用道路（みなかみ町）

- 奥利根紅葉ライン（みなかみ町粟沢 - 藤原（藤原ダムを迂回）
- 群馬県道264号宝川久保線（みなかみ町藤原）
- 矢木沢ダム管理用道路（みなかみ町藤原）
- 群馬県道260号尾瀬ヶ原土出線（片品村土出）
- 国道401号（片品村戸倉、終点）

### 沿線にある施設など
- 奥利根スノーパーク（みなかみ町向山）
- 藤原ダム・藤原湖（みなかみ町藤原）
- 東京電力水上発電所、藤原発電所、玉原発電所
- 水上宝台樹スキー場（みなかみ町藤原）
- 水上高原スキーリゾート（みなかみ町藤原）
- 須田貝ダム（洞元湖）、東京電力須田貝発電所（みなかみ町藤原）
- 洞元の滝（みなかみ町藤原）
- 湯ノ小屋温泉（みなかみ町藤原）
- 群馬県企業局奈良俣発電所
- 奈良俣ダム（ならまた湖）、オートキャンパーズエリアならまた（みなかみ町藤原）
- 奥利根水源の森（みなかみ町藤原、水源の森百選）
- 坤六峠（みなかみ町・片品村 町村境）
- スノーパーク尾瀬戸倉（片品村大字戸倉）
- 尾瀬戸倉温泉（片品村大字戸倉）